# Corso Donati
Pour les articles homonymes, voir Donati.
Corso Donati, dit Il barone mort en octobre 1308, est un seigneur, chef militaire et homme politique florentin du XIIIe siècle.

## Biographie
Corso Donati fut le chef de la faction des magnats, désignée sous le nom de « guelfes noirs » ou « Noirs », qui s'opposa au gouvernement du Popolo.

## Histoire
C'est à Castello della Pieve, que le 4 octobre 1301, comme le rappelle une plaque apposée sur la tour du bourg médiéval,  Charles de Valois, frère du roi de France décréta avec Corso Donati, recteur de Massa Trabaria l'exil de Dante Alighieri de Florence.

## Divine Comédie
Dante, qui le détestait pour son attitude altière et autoritaire le cita indirectement dans le Purgatoire (Chant XXIV, v. 79-87) par l'intermédiaire d'une prophétie récitée par son frère Forese Donati. Dans ces vers on remarque une certaine satisfaction du poète pour le triste sort de son adversaire.

« La bestia ad ogni passo va più ratto, 
crescendo sempre, finch'ella il percuote 
e lascia il corpo vilmente disfatto »

— Purgatoire XXIV, 85-87